# Blatine-Škrape
Blatine-Škrape – dzielnica Splitu, drugiego co do wielkości miasta Chorwacji. Leży na wschód od centrum miasta, ma 6 777 mieszkańców i 0,23 km² powierzchni.
Obszar dzielnicy Blatine-Škrape ograniczają:
- od północy – ulica Matice hrvatske,
- od wschodu – ulica Bruna Bušicia,
- od południa – ulica Poljička cesta,
- od zachodu – ulica Dubrovačka.

Dzielnice sąsiadujące z Blatine-Škrape:
- od północy – Lokve,
- od wschodu – Split 3,
- od południa – Bačvice,
- od zachodu – Gripe.